# Canonizzazione dei Romanov
Lo zar Nicola II, sua moglie Aleksandra e i loro cinque figli Ol'ga, Tat'jana, Marija, Anastasija e Aleksej Romanov sono santi per la Chiesa ortodossa russa fuori dalla Russia e per la Chiesa ortodossa russa (che li ha anche riconosciuti "portatori di passione"). La famiglia fu giustiziata il 17 luglio 1918 a Ekaterinburg dai  bolscevichi.
La famiglia fu canonizzata nel 1981 come nuovo martire dalla Chiesa ortodossa russa fuori dalla Russia. Furono canonizzati insieme alla servitù che fu uccisa insieme a loro: il medico di corte Evgenij Botkin, il garzone Aleksej Trupp, il cuoco Ivan Charitonov, la domestica della zarina Anna Demidova, due servi uccisi nel settembre 1918, la dama di compagnia Anastasija Hendrikova e l'insegnante privata Catherine Adolphovna Schneider. Tutti furono canonizzati come vittime dell'oppressione dall'Unione Sovietica.
Anche la sorella di Alessandra, la granduchessa Elizaveta Fëdorovna, assassinata dai bolscevichi il 18 luglio 1918, fu canonizzata come martire dalla Chiesa ortodossa russa fuori dalla Russia, con i suoi compagni di martirio: il principe Ivan Konstantinovič, il principe Igor' Konstantinovič, il principe Konstantin Konstantinovič, il granduca Sergej Michajlovič, il principe Vladimir Pavlovič Paley, Fyodor Remez, segretario personale del granduca Sergio e suor Varvara Jakovleva. Furono anch'essi dichiarati martiri dell'oppressione dell'Unione Sovietica.
Nel 1992 la granduchessa Elizaveta Fëdorovna e Varvara Yakovleva furono canonizzate come martiri dalla Chiesa ortodossa russa; i principi e gli altri uccisi con loro non furono canonizzati.
Nel 2000, dopo molti dibattiti, l'ultimo zar e i suoi famigliari furono canonizzati come portatori della passione dalla Chiesa ortodossa russa, che però non comprese la servitù, due membri della quale non erano ortodossi (Alexei Trupp era cattolico e Catherine Adolphovna Schneider luterana).

## Polemiche
Le canonizzazioni furono fonte di discussione per ambedue le chiese: nel 1981 gli oppositori dissero che la nota debolezza dello zar e una certa sua dose di incompetenza portarono alla rivoluzione, alla sofferenza del suo popolo e lo avevano reso almeno parzialmente responsabile del proprio omicidio e degli omicidi di sua moglie e dei suoi bambini. Il fatto che lo zar fosse, nella vita privata, un uomo gentile e anche un buon marito e un buon padre non compensò il suo cattivo governo. Un sacerdote della Chiesa ortodossa russa all'estero osservò che il martirio nella Chiesa ortodossa russa non ha nulla a che fare con le azioni personali del martire, ma di solito è legato al motivo per cui è stato ucciso. Altri critici notarono che la Chiesa ortodossa russa fuori della Russia sembrava incolpare i rivoluzionari ebrei per le morti e pareva teso a identificare l'assassinio politico come un omicidio rituale.

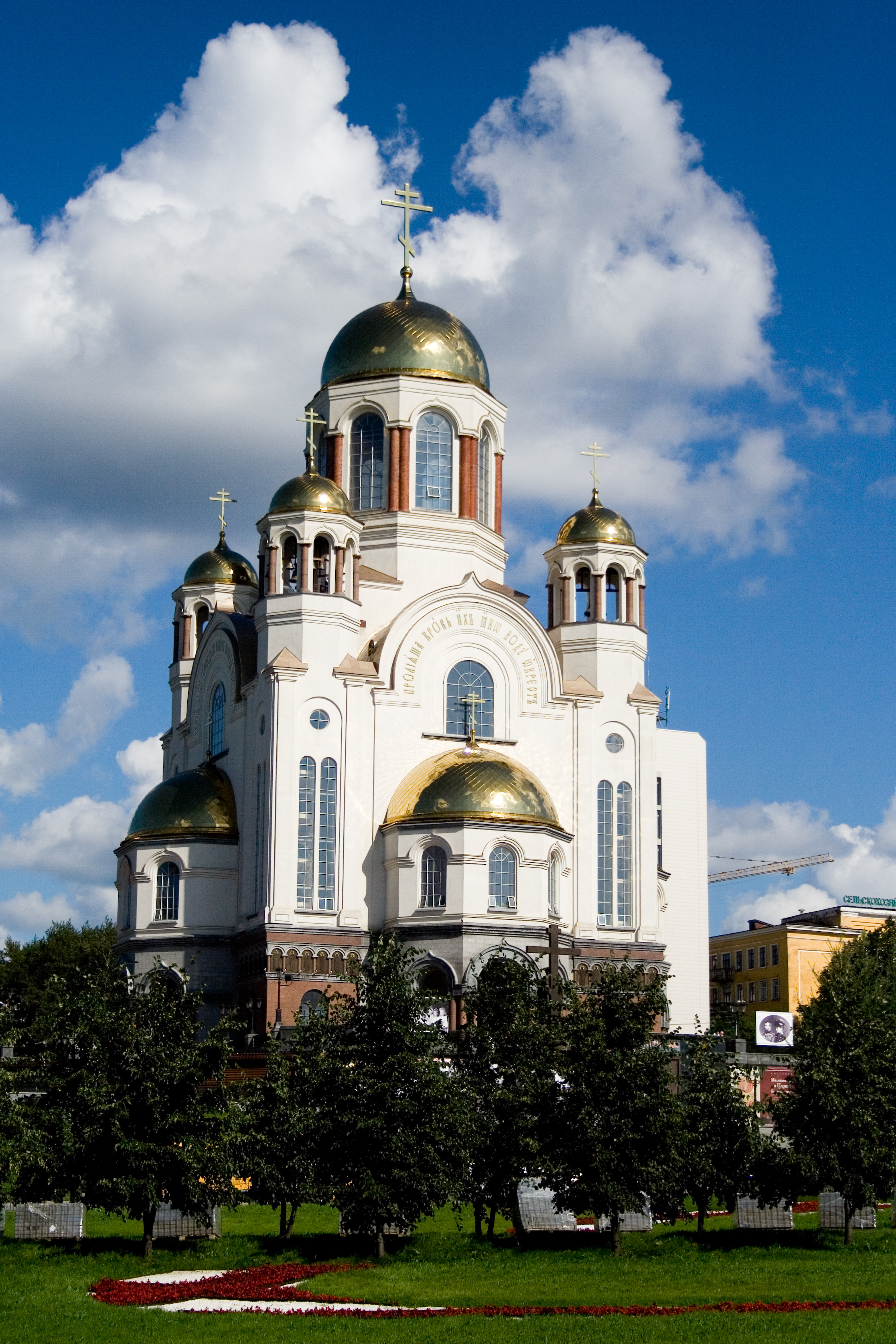
Cattedrale sul sangue a Ekaterinburg, dove Nicola II e la sua famiglia venne assassinata nel 1918

La Chiesa ortodossa russa alla fine canonizzò la famiglia come "portatori di passione", cioè persone che hanno incontrato le loro morti con umiltà cristiana: i fautori della canonizzazione citarono il caso di zar e zarevic che erano stati canonizzati come "portatori di passione" quali lo zarevic Dmitrij Ivanovič, assassinato alla fine del sedicesimo secolo, come un precedente per la canonizzazione. Sostennero la nota devozione della famiglia e segnalarono che la zarina e la figlia maggiore Olga avevano pregato e tentato di farsi il segno della croce immediatamente prima di morire. Si nota, tuttavia, che malgrado la loro designazione ufficiale come "portatori di passione" da parte del concilio della Chiesa ortodossa dell'agosto 2000, sono comunemente definiti "martiri" nelle pubblicazioni, nelle icone e nella venerazione popolare.

Il Patriarca Aleksej II, ha canonizzato i Romanov anche considerato il contegno da loro tenuto durante la deportazione e la prigionia, il fatto di aver – come attestano diari e lettere ritrovati dopo la morte – concesso in nome della fede il perdono ai loro carcerieri e carnefici e di aver auspicato la fine della guerra civile anche davanti alla possibilità di venire salvati dall'incipiente arrivo dell'armata bianca: Nicola II in prigionia rifiutò, infatti, l'offerta di fuga propostagli da una lettera anonima inviata dallo stesso Soviet. L'ex zar giustificò il diniego con un'altra lettera nella quale sosteneva che nell'azione si sarebbe sparso troppo sangue. Un'ulteriore prova di tale rassegnazione, e che è stata determinante nei lavori del Clero ortodosso, è una lettera inviata a tutti i familiari dalla granduchessa Ol'ga, dove ella scrive: 
San Nicola II, imperatore martire e "grande portatore della Passione", unitamente a santa Aleksandra, sant'Aleksej, santa Ol'ga, santa Tat'jana, santa Marija, sant'Anastasija e santa Elizaveta (la sorella della zarina, Elisabetta Fëdorovna, fondatrice di un ordine di monache e uccisa durante la rivoluzione) sono festeggiati il 17 luglio.
Nel 1991 i corpi di Nicola II, sua moglie, tre dei loro cinque bambini e quattro dei loro servi furono ritrovati e riesumati (anche se alcuni misero in discussione l'autenticità di queste ossa nonostante la prova del DNA): poiché due corpi erano assenti, molta gente credette che due dei giovani Romanov si fossero misteriosamente salvati e si discusse molto su quali dei due fossero. Dopo che i corpi mancanti vennero trovati ed esumati nel giugno 1991 e si ebbero gli esiti delle analisi solo nel 1998, mentre era in corso un dibattito se dovessero essere sepolti nuovamente a Ekaterinburg o a San Pietroburgo: una commissione apposita optò per l'antica capitale e così l'intera famiglia, assieme ai servi leali che morirono con loro, furono composti il 17 luglio 1998 in una cappella speciale nella cattedrale dei santi Pietro e Paolo vicino alle tombe dei loro antenati.
Sul punto in cui Casa Ipat'ev si ergeva è stata recentemente costruita la Cattedrale sul sangue.
Il 23 agosto 2007 uno dei prosecutori dell'inchiesta sui due corpi scomparsi, Sergeij Pogorelov, ha dichiarato da Ekaterinburg che «delle ossa trovate in un'area di terra bruciata presso Ekaterinburg appartengono a un ragazzo e a una ragazza all'incirca della stessa età di Aleksej e di una delle sue due più giovani sorelle». Lo scienziato locale Nikolaj Nevolin dichiarò che un test sui resti sarebbe presto stato avviato. Il 28 settembre è stato annunciato dalle autorità regionali che la probabilità che le ossa appartengano ai due figli di Nicola II "è molto alta".
Il 30 aprile 2008, in seguito alla pubblicazione dei test del DNA da parte del laboratorio statunitense che aveva in esame i resti ritrovati nell'estate, vengono definitivamente identificati i corpi della granduchessa Marija e dello zarevic Aleksej. Lo stesso giorno le autorità russe comunicano ufficialmente che l'intera famiglia è stata identificata.
Sin dalla fine del ventesimo secolo i credenti hanno attribuito guarigioni e conversioni all'ortodossia tramite le preghiere di Maria e Alessio, come del resto della famiglia.